# Le Taillan-Médoc

Le Taillan-Médoc este o comună în departamentul Gironde din sud-vestul Franței. În 2009 avea o populație de 8.920 de locuitori.

## Evoluția populației
| An        | 1975  | 1982  | 1990  | 1999  | 2006  | 2009  |
| --------- | ----- | ----- | ----- | ----- | ----- | ----- |
| Populație | 4.038 | 5.124 | 6.815 | 7.885 | 8.668 | 8.920 |